# Listă de râuri din Slovacia

Harta râurilor din Slovacia

Aceasta este o listă de râuri din Slovacia:

## Listă alfabetică
Aceasta este o listă alfabetică de râuri din Slovacia (în paranteze lungimea în kilometri din Slovacia)
- Bebrava (47,2)
- Belá (36,3)
- Biela Orava (37)
- Blava (47,5)
- Blh (52,5)
- Bodrog (123)
- Bodva (48,4)
- Čadečka
- Chvojnica 31.5
- Čierna voda (105,5)
- Cirocha (50.6)
- Dunărea (172)
- Dunărea Mică/Malý Dunaj (128)
- Dolná Blava (9,8)
- Dudváh (97)
- Dunajec (251)
- Gidra (40,5)
- Gortva (33)
- Handlovka (32)
- Hnilec (88,9)
- Hornád (193)
- Hron (298)
- Ida (56,6)
- Ipeľ (232,5)
- Krivánsky potok (35,4)
- Krtíš (36,5)
- Krupá
- Krupský potok
- Krupinica (65,4)
- Kysuca (66,3)
- Laborec (135)
- Latorica (188)
- Morava (114)
- Myjava (79)
- Nitra (197)
- Ondava (146,5)
- Orava (60,3)
- Paríž (41.5)
- Perec (53.5)
- Poprad (169)
- Radošinka (31.9)
- Rajčanka 47.5)
- Rimava (88)
- Rimavica (32.5)
- Rudava (45)
- Slaná (229,4)
- Sekcov (44.3)
- Sikenica (46.2)
- Slaná ((110)
- Slatina (55,2)
- Štiavnica (55)
- Štítnik (32,8)
- Stolicný potok (38,9)
- Suchá (35,1)
- Svinka (50,8)
- Tisa (5,2)
- Tisovník (41)
- Topľa (129,8
- Torysa (122,9)
- Trnávka (Dudváh) (43)
- Trnávka (Ondava) (37.1)
- Tuhársky potok (31.9)
- Turiec (Sajó) (44,8)
- Turiec (Váh) (66,3)
- Turňa  (32)
- Udava (38,3)
- Uj/Uzh (127)
- Váh (403)
- Vlára (44,7 și în Cehia)[1]
- Vydrica (17)[2]
- Žitava (99,3)

## Galerie de imagini

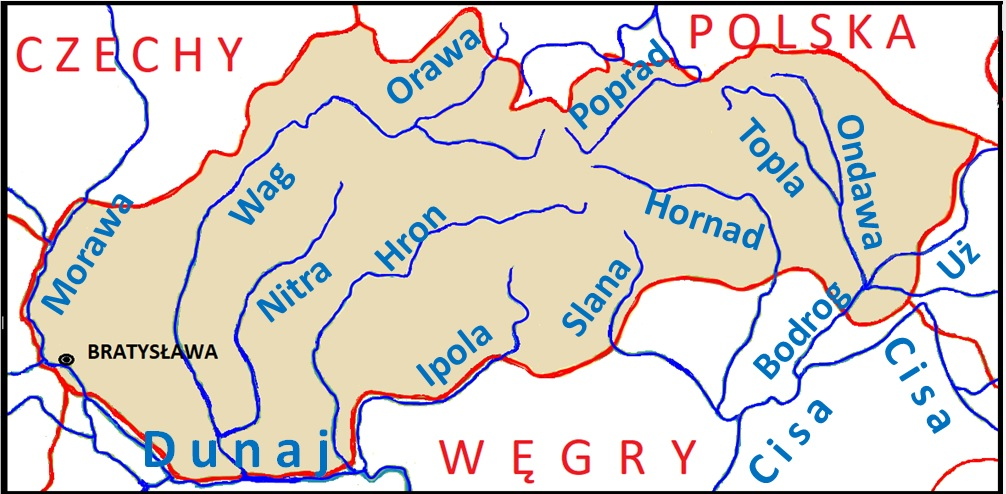
Râuri din Slovacia
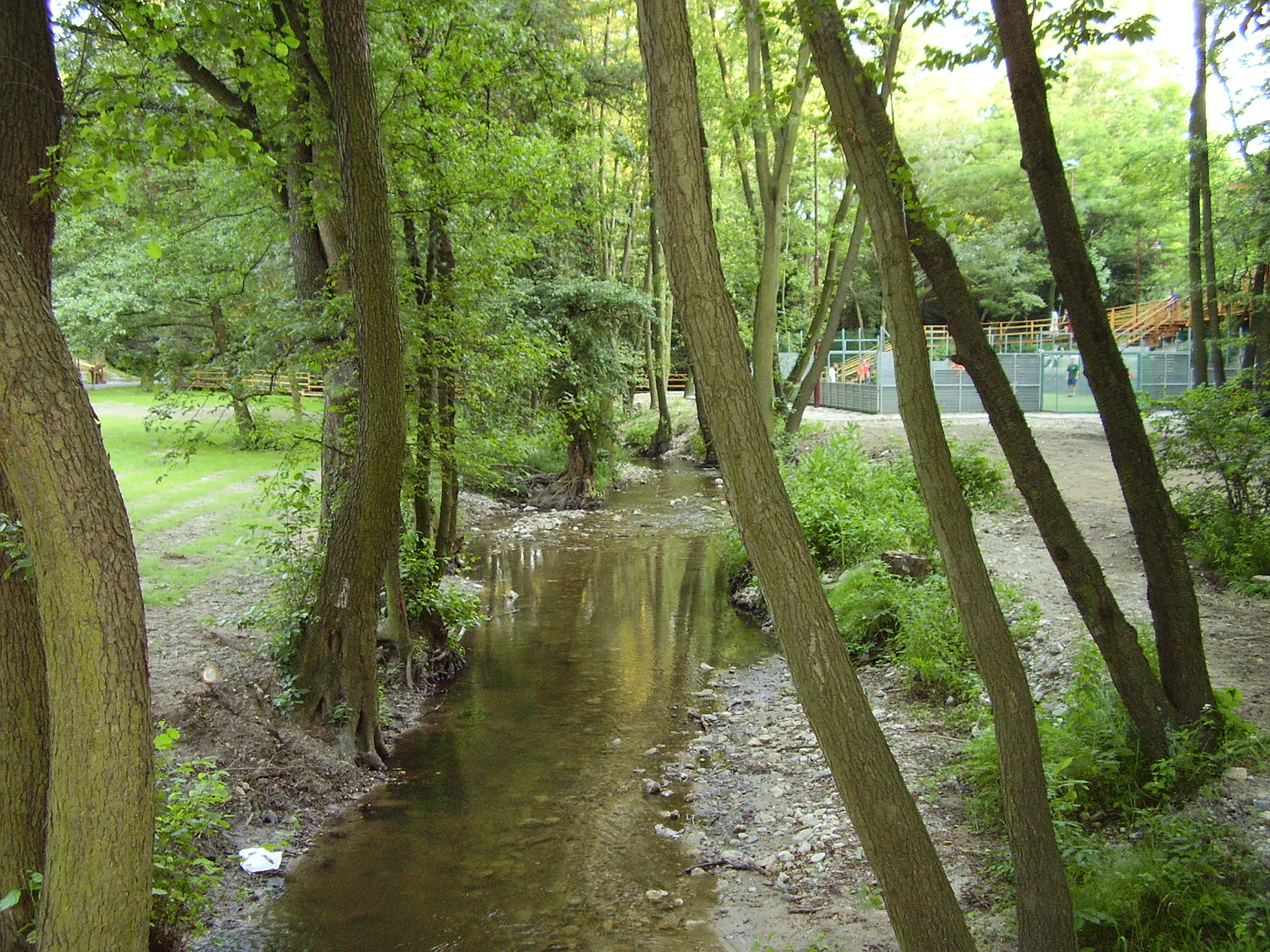
Râul Vydrica